# Ярославкі (Великопольське воєводство)
Ярославкі (пол. Jarosławki) — село в Польщі, у гміні Ксьонж-Велькопольський Сьремського повіту Великопольського воєводства.
Населення — 114 осіб (2011).
У 1975-1998 роках село належало до Познанського воєводства.

## Демографія
Демографічна структура станом на 31 березня 2011 року:
|          | Загалом | Допрацездатний вік | Працездатний вік | Постпрацездатний вік |
| -------- | ------- | ------------------ | ---------------- | -------------------- |
| Чоловіки | 60      | 16                 | 37               | 7                    |
| Жінки    | 54      | 13                 | 34               | 7                    |
| Разом    | 114     | 29                 | 71               | 14                   |